# Fabio Mengozzi
Fabio Mengozzi (Asti, 12 de maio de 1980) é um compositor e pianista italiano contemporâneo.

## Biografia
Nasceu em Asti em 1980 e desde uma idade jovem ele começou a tocar piano. Estudou piano com Aldo Ciccolini e diplomou-se em piano, composição e condução no Conservatório de Turim. Em 2004 completou um doutoramento em Composição na Accademia Nazionale di Santa Cecilia de Roma com Azio Corghi.
Premiado em vários concursos, entre eles destacam-se o 1.º prémio no Concorso Nazionale per Giovani Pianisti Comune di Terzo d'Acqui, Concorso Nazionale Riviera dei fiori Città di Alassio, Concorso Pianistico Nazionale Città di Génova, Concorso Musicale Europeo Città di Moncalieri, Concorso Nazionale di Musica per borse di studio di Tortona, Concorso Nazionale di Esecuzione Musicale Franz Schubert di Tagliolo Monferrato, Concorso Pianistico Nazionale Lorenzo Perosi di Tortona, Concorso Pianistico Regionale Cortile Casa Lodigiani di Alexandria; o 2.º prémio no Concorso Pianistico Nazionale Città di Génova, Concorso Nazionale di Musica per giovani interpreti Città di Asti, Concorso Pianistico Nazionale Carlo Vidusso (Milão), Concorso Pianistico Italiano Premio Città di Cortemilia, Concorso Nazionale di Composizione Mozart Oggi 2005 (Milão), Concorso Internazionale di Composizione per Strumenti a Percussione (Fermo); o 3.º prémio no Concorso Internazionale di Composizione per chitarra e quartetto d'archi Michele Pittaluga (Alexandria).
A sua música tem sido tocada em África do Sul, Alemanha, Argélia, Argentina, Áustria, Azerbaijão, Bélgica, Brasil, Canadá, Chile, China, Croácia, Dinamarca, Eslovênia, Espanha, Estados Unidos da América, Estônia, França, Grécia, Haiti, Holanda, Índia, Irã, Irlanda, Islândia, Israel, Itália, Japão, Montenegro, Polônia, Portugal, Reino Unido, Rússia, Sérvia, Suíça, Turquia, Ucrânia por formações e músicos como a Orquestra i Pomeriggi Musicali, Trio Debussy, Antidogma Musica, Marco Angius, Francesco Attesti, Assia Cunego, Alpaslan Ertüngealp, Nicolas Horvath, Flavio Emilio Scogna, nos prestigiosos fetivais e teatros como o MITO SettembreMusica,  Stagione Sinfonica dell'Orchestra i Pomeriggi Musicali, Rassegna di Musica Antica e Contemporanea Antidogma, Aegean Arts International Festival (Creta, Grécia), University of Minnesota Duluth New Music Festival (Estados Unidos da América), La Nuit du Piano Minimaliste (Collioure), Gli Amici di Musica/Realtà (Milão), Festival Verdi Off (Parma), Palm Beach Atlantic University (Estados Unidos da América), Conservatório de São Petersburgo (Rússia), Casa Italiana Zerilli-Marimò (Estados Unidos da América), Erateio Odeio Conservatory (Atenas, Grécia), Palácio Kadriorg (Tallinn), Trivandrum Centre for Performing Arts (Tiruvanantapura, Índia),  Akademia Muzyczna im. Karola Lipińskiego we Wrocławiu (Polônia), Zadužbina Ilije M. Kolarca (Belgrado, Sérvia), Florentinersaal (Graz, Áustria), Listasafn Íslands (Reiquiavique, (Islândia), Catedral de Gloucester (Inglaterra), Palais de Tokyo (Paris), Župnijska cerkev sv. Jakoba (Liubliana, Eslovénia), Ein Kerem (Israel), Sala Accademica del Conservatorio Santa Cecilia (Roma), Spazio Espositivo Tritone (Roma), Unione culturale Franco Antonicelli (Turim), Teatro Piccolo Regio Giacomo Puccini (Turim), Conservatorio Giuseppe Verdi (Turim), Catedral de Turim, Teatro Astra (Turim), Palazzo Saluzzo di Paesana (Turim), Biblioteca nazionale de (Turim), Palazzina Liberty (Milão), Teatro dal Verme (Milão), Liceo Musicale Angelo Masini (Forlì), Teatro Vittorio Alfieri (Asti) Casa della Musica (Parma), Auditorium Parco della Musica (Roma), Sala Ciampi (Roma), Villa del Vascello (Roma), Conservatorio Arrigo Pedrollo (Vicenza), Stanislao Giacomantonio (Cosença).
Suas composições são publicadas por Bèrben Edizioni Musicali, Edizioni Sconfinarte  e Taukay Edizioni Musicali.

## Obras (Seleção)

### Música de câmara
- Trio (2001) per flauto, oboe e pianoforte
- Sezioni di suono (2003) per quartetto di percussioni
- Elegia (2004) per due viole e pianoforte
- Interferenze (2004) per flauto, clarinetto, violoncello, pianoforte e percussione
- Ricercare (2004) per violino, violoncello e pianoforte
- I cerchi concentrici (2006) per pianoforte e percussioni
- Naos (2006) per viola e pianoforte
- Neshama (2008) per pianoforte
- Mirrors (2010) per chitarra e quartetto d'archi
- Lied (2010) per ensemble di clarinetti
- Sonata per arpa e percussione (2010)
- Arabesque (2011) per arpa
- Diario d'arpa (2011) per arpa
- Dieci frammenti celesti (2012) per pianoforte preparato
- Poema della trasmigrazione (2012) per arpa
- Romanza al cielo (2012) per arpa
- Rosa (2012) per arpa
- Crux (2012) per arpa
- Symbolon (2012) per due arpe
- Segreta luce (2013) per pianoforte
- Ascensio ad lucem (2013) per pianoforte
- Spire (2013) per pianoforte
- Le rêve de l'échelle (2013) per ensemble di clarinetti
- Novella (2013) per arpa o arpa celtica
- Mysterium (2013) per pianoforte
- Moto fluttuante (2014) per arpa
- Phoenix (2014) per violino e arpa
- Circulata melodia (2014) per pianoforte
- Oltrepassando il valico (2014) per pianoforte
- Veli (2014) per pianoforte
- Commiato (2014) per pianoforte
- Poema della luce (2014) per pianoforte
- Poema litico (2015) per pianoforte a quattro mani
- Sub vesperum (2015) per pianoforte a quattro mani
- Anelito al silenzio (2015) per pianoforte
- Reverie IV (2015) per pianoforte
- Larus (2015) per violino, viola, violoncello e pianoforte
- Artifex (2015) per pianoforte
- Faro notturno (2015) per pianoforte
- Horizon (2015) per pianoforte
- Kairos (2015) per pianoforte
- Nauta (2015) per pianoforte
- Ianus (2015) per pianoforte
- Ananke (2016) per pianoforte
- Era (2016) per pianoforte
- Romanza alla Terra (2016) per pianoforte
- Reame (2016) per pianoforte
- Meteora (2016) per due pianoforti
- Promenade (2016) per pianoforte a sei mani
- Flos coeli (2016) per pianoforte
- Ceruleo vagare (2017) per pianoforte
- Cometa nella notte (2017) pianoforte
- Estro (2017) per pianoforte
- Rivo di cenere (2017) per pianoforte
- Scintilla (2017) per pianoforte
- Sempiterna ruota (2017) pianoforte
- Sfinge (2017) per pianoforte
- Viride (2017) per pianoforte
- Sorgente I (2018) per flauto e pianoforte
- Ousia (2018) per arpa e pianoforte
- Ousia II (2018) per flauto, violoncello, arpa e pianoforte
- Delta (2018) per quartetto d'archi
- Romanza alla Terra II (2018) per flauto e pianoforte
- Melodia lunare (2018) per corno inglese
- Melodia lunare II (2018) per oboe
- Fantasia (2018) per chitarra e pianoforte
- Fiat lux (2018) per organo
- Auriga (2018) per arpa e pianoforte
- Auriga II (2019) per pianoforte, arpa e orchestra d'archi
- Ora (2019) per flauto e violoncello
- SATOR (2019) per soprano e quartetto d'archi
- Pavana (2020) per due flauti contralti e flauto basso
- Solo (2020) per trombone
- Tre incantazioni (2020) per flauto
- Vision (2020) per corno inglese, fagotto e pianoforte
- Raggio (2020) per clarinetto
- Agli albori (2020) per soprano e viola
- Aria dell'aria (2020) per flauto dei Nativi americani
- Claro (2020) per due clarinetti
- Oasi (2020) per flauto
- Rest in peace (2020) per soprano, flauto e pianoforte
- Melodia lunare III (2020) per flauto
- Melodia lunare IV (2020) per saxofono tenore
- Melodia lunare V (2020) per pianoforte
- Eclipse (2020) per saxofono soprano
- Autunno, petali sopiti nel vento (2021) per arpa
- Primavera, stormi frementi nel silenzio del tramonto (2021) per arpa
- Estate, luce di stelle nella notte (2021) per arpa
- Inverno, neve cadente nel gelo dell'alba (2021) per arpa
- Monodia cosmica (2021) per violino
- Ailes (2021) per ocarina
- Antica ocarina (2021) per ocarina
- Oasi II (2023) per flauto basso e saxofono contralto
- Gemma (2023) per arpa
- Notte leggiadra di pioggia (2023) per pianoforte (sola mano sinistra)

### Música sinfónica
- Vortici, affetti e un'evocazione (2005) per orchestra
- Secretum (2016) per orchestra d'archi
- Constructores (2017) per orchestra d'archi
- Aurora (2018) per orchestra da camera

### Vocal
- Hortus conclusus (2004) per coro femminile
- Da una terra antica (2008) per coro misto
- Gan Naul (2013) per coro femminile

### Música eletrônica
- The woman clothed with the sun (2022)
- Orpheus (2022)
- Delle vette e degli abissi (2022) per saxofono tenore ed elettronica
- Romanza alla Terra(2022)
- Via crucis (2022)
- Musica con creta (2023)
- Suppliche (2023)
- Venus (2023)
- Antiche memorie custodite tra le fronde (2023)
- Lullaby for a child born in times of war (2023)
- Sub rosa (2023)
- Lacrimosa (2023)
- Ove tutto si dissolve (2023)
- Salmo XXXIV (2023)

## Discografia
- Italy, CD harpAcademy (2014)[28]
- Mistero e poesia (disco monografico), CD Stradivarius (2018)[29] · [30]
- A Mario Castelnuovo-Tedesco, Music by Castelnuovo-Tedesco – Scapecchi – Mengozzi, CD Editions Habanera (2019)[31]
- Romanza alla Terra (single), pianista Anna Sutyagina (2021)
- Melodia lunare V (single), pianista Anna Sutyagina (2021)[32]
- Orpheus (single), CD SMC Records (2022)[33]
- Romanza alla Terra (single electrónico) (2022)[34]
- Via crucis (2022)[35]
- Musica con creta (2023)[36]
- Suppliche (2023)[37]